# My Little Pony Tales
My Little Pony Tales es una serie de televisión animada estadounidense producida por Sunbow Productions y Graz Entertainment, la animación fue producida por AKOM y está basada en los juguetes My Little Pony de Hasbro. Se emitió semanalmente en The Disney Channel desde el 2 de agosto de 1992 hasta el 25 de diciembre de 1992 con un total de 26 episodios. La serie también se emitió por sindicación a partir de 1993. Ha sido lanzada en DVD para Australia, Europa y los Estados Unidos.

## Trama
La serie sigue a siete jóvenes ponis que viven en Ponyland, una sociedad de ponis antropomórficos. Los ponis femeninos son Starlight, Sweetheart, Melody, Bright Eyes, Patch, Clover y Bon Bon. Viven como humanos mientras asisten a la escuela, frecuentan la heladería local, participan en concursos de talentos e incluso patinan. Esto contrasta con la serie anterior que involucraba ponis y humanos. Algunas de las niñas ponis comienzan a mostrar un interés romántico en los ponis machos, Teddy, Ace y Lancer; incluso tienen citas con ellos. Los ponis interpretan al menos una canción en cada episodio.

## Reparto
| Personaje            | Elenco de voz                                               |
| -------------------- | ----------------------------------------------------------- |
| Parche               | Venus Terzo (episodios 1-16) Brigitta Dau (episodios 17-26) |
| Ojos brillantes      | Laura Harris                                                |
| Luz de las estrellas | Willow Johnson                                              |
| Trébol               | Lalainia Lindbjerg                                          |
| Lancero              | Shane Meier                                                 |
| Cariño               | Maggie Blue O'Hara                                          |
| Señorita Hackney     | Kate Robbins                                                |
| Teddy                | Tony Sampson                                                |
| Melodía              | Kelly Sheridan                                              |
| As                   | Brad Swaile                                                 |
| Bon Bon              | Chiara Zanni                                                |

## Transmisión
My Little Pony Tales comenzó a transmitirse en The Disney Channel los domingos por la mañana a partir del 2 de agosto de 1992 y los días laborables por la mañana a partir del 1 de septiembre de 1992. Las reposiciones del programa continuaron en The Disney Channel hasta 1996. El programa también se transmitió por sindicación desde 1993 a 1995. En el bloque de media hora, la primera parte fue un episodio de la antigua serie de la década de 1980 My Little Pony 'n Friends y la segunda parte fue un episodio hecho para la nueva serie My Little Pony Tales.En 1993 cuando las canciones de My Little Pony Tales fueron enviadas a la Oficina de Derechos de Autor de los Estados Unidos, los códigos de producción fueron numerados del 200-01 al 200-13.

### En otras cadenas
- Reino Unido Sky One (1993–1995)
- Italia: Italia 1[10]

## Equipo de trabajo
- Wally Burr - Director de voz, Productor de canciones
- Doug Parker - Asesor de casting
- Cathy Weseluck - Directora de cantantes

## Lanzamientos en DVD

### Australia
En 2005, MRA Entertainment lanzó la serie completa en el país en cuatro juegos de DVD.

### Reino Unido
En el Reino Unido, Metrodome Distribution lanzó un solo DVD que contenía diez episodios de la serie en agosto de 2004.

### Estados Unidos
Shout Factory obtuvo la licencia de la serie para el área de los Estados Unidos (Región 1). Fue lanzado como My Little Pony Tales - The Complete TV Series en DVD el 28 de abril de 2015. El conjunto de dos discos contiene los 26 episodios de la serie.

## Mercadería
En 1992, Hasbro lanzó juguetes de los 7 Pony Friends al mercado europeo para complementar su línea de juguetes My Little Pony de primera generación. Sin embargo, no produjeron modelos para los tres ponis machos ni para la maestra de la serie, Miss Hackney. Aunque My Little Pony se originó en los Estados Unidos, los juguetes no se comercializaron allí. Los ponis de la familia, los Barrington (conocidos como Berrytowns en forma de juguete), los Sunbright y los Meadowsweets también se convirtieron en juguetes, pero solo se comercializaron en países europeos seleccionados. En Europa se comercializaron varias piezas de mercadería con los siete personajes, como cómics, un despertador, una mochila, un paraguas y una hucha.